# فيليبي إل ديبس
فيليبي إل ديبس Felipe El Debs (ولد في 29 يناير 1985) لاعب شطرنج برازيلي يحمل لقب أستاذ كبير.

## حياته
- ولد في مدينة ساو كارلوس في البرازيل.

## ألقاب
- حصل على لقب أستاذ كبير عام 2010.

## إنجازاته
- لعب في كأس العالم للشطرنج عام 2017.
- لعب باسم بلده في أولمبياد الشطرنج وبطولة فرق بان أمريكا للشطرنج.
- فاز ببطولة البرازيل للشطرنج تحت 20 سنة.

## تصنيف إيلو
- بلغ تصنيف إيلو خاصته 2544 نقطة في يناير 2018.

## روابط خارجية
- فيليبي إل ديبس على موقع الاتحاد الدولي للشطرنج (الإنجليزية)
- فيليبي إل ديبس على موقع مباريات الشطرنج (الإنجليزية)
- فيليبي إل ديبس على موقع 365Chess.com (الإنجليزية)
- فيليبي إل ديبس على موقع Chesstempo.com (الإنجليزية)
- فيليبي إل ديبس على موقع الاتحاد الأمريكي للشطرنج (الإنجليزية)
- فيليبي إل ديبس سجل أولمبياد الشطرنج على موقع OlimpBase.org (الإنجليزية)